# Арка Сергия
Арка Сергия (хорв. Slavoluk Sergijevaca) — древнеримская триумфальная арка, расположенная в Пуле, Хорватия. Арка посвящена трем членам семьи Сергиев, в частности Луцию Сергию Лепиду, трибуну, служившему в двадцать девятом легионе (участвовавшем в битве при Акциуме и расформированном в 27 г. до н.э.). Это позволяет предположить примерную дату постройки: 29–27 гг. до н.э. Арка стояла за оригинальными приморскими воротами ранней римской колонии. Сергии были влиятельной семьей чиновников в колонии и сохраняли свою власть на протяжении веков.

## История
Почётная триумфальная арка, первоначально городские ворота, была воздвигнута в качестве символа победы при Акциуме. Как гласит основная надпись, возведение оплатила жена Лепида Сальвия Постума Сергия. Оба их имени высечены на камне вместе с Луцием Сергием и Гаем Сергием, отцом и дядей лауреата соответственно. Изначально статуи двух старших Сергиев окружали Лепида с обеих сторон на вершине арки. По обе стороны от надписи на фризе изображены амуры, гирлянды и букрании .
Эта небольшая арка с парами зубчатых коринфских колонн и крылатыми победами в сводах была встроена в имевшиеся ворота (Porta Aurea) в городской стене. Часть, видимая со стороны города, была украшена значительней внешней. Убранство выполнено в позднеэллинистическом стиле с сильным влиянием Малой Азии. Барельеф на фризе представляет собой сцену с боевой колесницей, запряженной лошадьми.
Арка часто привлекала внимание художников, в том числе Микеланджело  и Пиранези.

## Внешние ссылки
- Покровительницы в ранней Римской империи - случай Salvia Postuma Маргарет Л. Вудхалл в книге «Влияние женщин на классическую цивилизацию» (Routledge, 2004) [стр.75-91]
- Погребальные памятники - Арка Сергия в главе 7 (Pax Augusta на Западе) книги «История римского искусства», расширенное издание (Cengage Learning, 2010) Фреда Кляйнера [стр.99-100]